# Aras (Navarra)
Aras település Spanyolországban, Navarra autonóm közösségben. Aras Aguilar de Codés, Azuelo, Bargota és Viana községekkel határos. Lakosainak száma 155 fő (2024).

## Népesség
A település népessége az elmúlt években az alábbi módon változott:
| Lakosok száma | 225  | 222  | 195  | 199  | 185  | 184  | 163  | 153  | 154  | 155  |
|               | 2001 | 2004 | 2007 | 2009 | 2012 | 2014 | 2017 | 2019 | 2022 | 2024 |